# Clemens von Druffel
Johann Ferdinand Clemens von Druffel (* 22. Juli 1813 in Münster; † 5. März 1887 in Welbergen) war ein deutscher Rittergutsbesitzer und Politiker.
Von Druffel war der Sohn des Mediziners Franz Ferdinand von Druffel und dessen Ehefrau Gertrud von Buchholtz. Sein Bruder war Franz Carl von Druffel. Er war Rittergutsbesitzer auf Welbergen und katholischer Konfession. 1884 nahm er am Provinziallandtag der Provinz Westfalen teil. Er war als Stellvertreter im Stand der Ritterschaft im Wahlbezirk West-Münster gewählt worden.